# Jardín Botánico de la Universidad de Sácer

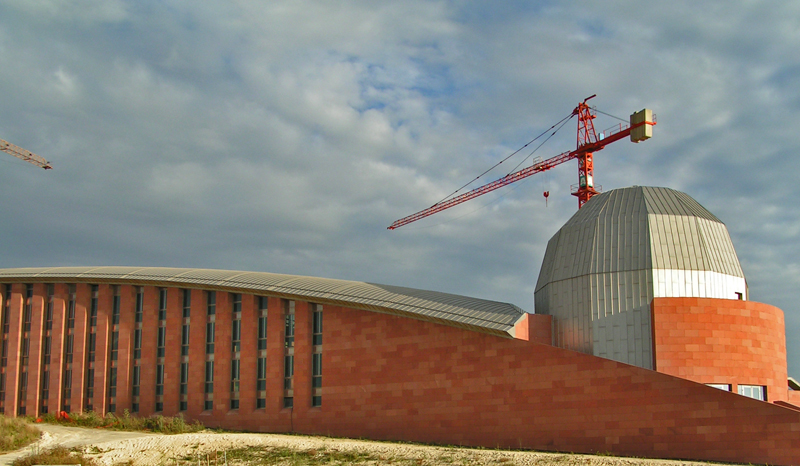
Estructuras del "Orto Botanico dell'Università di Sassari" en construcción.

El Jardín Botánico de la Universidad de Sassari (en italiano: Orto Botanico dell'Università di Sassari) es un jardín botánico que actualmente (2011) está en construcción, administrado por el "Istituto di Botanica dell'Universita di Sassari" de la Universidad de Sassari, en Sassari, Italia. Su código de reconocimiento internacional como institución botánica, así como las siglas de su herbario es SS.

## Localización
Se ubica en el zona oeste de Sassari.
Orto Botanico dell'Università di Sassari Istituto di Botanica dell'Universita di Sassari, Via Muroni 25, I-07100 Sassari, Provincia de Sassari, Cerdeña, Italia.40°43′18.18″N 8°32′56.50″E / 40.7217167, 8.5490278

## Historia
El jardín botánico actual aún en formación tiene la intención de ser el sucesor del anterior jardín botánico que estuvo administrado por la "Regia Università di Sassari" entre 1890 y 1910.

## Colecciones
Colección de plantas angiospermas nativas.